# Cơn sốt vàng Brasil
Cơn sốt vàng Brasil là một cơn sốt vàng bắt đầu vào thế kỷ 18, ở thuộc địa của Bồ Đào Nha ở Brasil. Cơn sốt đã mở ra khu vực sản xuất vàng chính của Ouro Preto (Bồ Đào Nha cho vàng đen), sau đó là aptly tên là Vila Rica (Thành phố giàu).
Cơn sốt bắt đầu khi những người bandeirant phát hiện mỏ vàng lớn ở vùng núi Minas Gerais. Các bandeirantes là những nhà thám hiểm đã tổ chức thành các nhóm nhỏ để khám phá nội thất của Brazil. Nhiều đồng bandeirantes có nguồn gốc hỗn hợp bản địa và châu Âu đã thông qua cách của người bản địa, cho phép họ sống sót trong rừng mưa bên trong. Trong khi các bandeirantes tìm kiếm người bắt cóc bản xứ, họ cũng tìm kiếm sự giàu có khoáng sản, dẫn đến việc phát hiện ra vàng.
Hơn 400.000 người Bồ Đào Nha và nửa triệu nô lệ Châu Phi đã đến khu vực vàng để khai thác mỏ. Nhiều người đã từ bỏ các đồn điền và các thị trấn đường ở bờ biển phía đông bắc để đi đến khu vực vàng. Đến năm 1725, một nửa dân số Brasil sống ở vùng đông nam Brasil.
Chính thức, 850 tấn vàng đã được gửi đến Bồ Đào Nha trong thế kỷ 18. Các loại vàng khác lưu hành bất hợp pháp, vàng vẫn còn trong khu thuộc địa để trang trí nhà thờ và cho các mục đích khác.
Vào thế kỷ 18, Ouro Preto trở thành thành phố đông dân nhất trong Thế giới Mới với dân số ước tính là 80.000 vào năm 1750. Vào thời điểm đó, dân số New York đã bằng một nửa số đó, và dân số của São Paulo Không đạt 8.000.
Minas Gerais là trung tâm khai thác mỏ vàng của Brazil. Lao động nô lệ thường được sử dụng cho lực lượng lao động. Việc phát hiện ra vàng trong khu vực đã gây ra một dòng người nhập cư lớn của châu Âu và Chính phủ đã quyết định đưa các quan chức từ Bồ Đào Nha vào hoạt động kiểm soát. Họ đã thiết lập rất nhiều quan liêu, thường có những nhiệm vụ mâu thuẫn và các thẩm quyền. Các quan chức thông thường tỏ ra không công bằng đối với việc kiểm soát ngành công nghiệp có lợi nhuận cao này. Vào năm 1830, Công ty Khai thác mỏ St John de ely Rey được kiểm soát bởi người Anh mở ra mỏ vàng lớn nhất ở Mỹ Latinh. Người Anh đã đưa ra các kỹ thuật quản lý hiện đại và chuyên môn kỹ thuật. Nằm trong Nova Lima, mỏ đã sản xuất quặng trong 125 năm.